# Amblycheila
Amblycheila (лат.) — род жуков-скакунов из подсемейства Cicindelinae (подтриба Megacephalina). Северная Америка.

## Распространение
Встречаются в Северной Америке: США, Мексики.

## Описание
Бескрылые жуки-скакуны среднего размера с крупными глазами, относительно стройным телом (внешне сходным с жужелицами Carabus) и длинными ногами. Надкрылья без бороздок. Основная окраска тела коричневая и чёрная. Ночной вид, наземный хищник обитают в прериях, полупустынях и кустарниковых зарослях. Биология и жизненный цикл малоизучены. Личинки роют свои туннели в защищенных и влажных местах, таких как под камнями или рядом с норами млекопитающих. Во время продолжительных засух личинкам требуется несколько лет для достижения взрослой стадии.

## Классификация
Род Amblycheila включён в подтрибу Megacephalina Laporte, 1834 в составе трибы Megacephalini.
- Amblycheila baroni Rivers, 1890
- Amblycheila cylindriformis (Say, 1823)
- Amblycheila halffteri Mateu, 1974
- Amblycheila hoversoni Gage, 1990[5]
- Amblycheila nyx Sumlin, 1991
- Amblycheila picolominii Reiche, 1839
- Amblycheila schwarzi W. Horn, 1903